# Afraflacilla
Afraflacilla — рід павуків родини павуків-стрибунів (Salticidae). Включає 42 види.

## Назва
Назва Afraflacilla поєднується з Африкою, де було знайдено більшість раніше описаних видів, і Flacilla Simon, 1901, застарілого роду павуків-стрибунів, який тепер називається Flacillula Strand, 1932. Ця назва роду, у свою чергу, походить від імені Елії Флацилли, дружини римського імператора Феодосія I.

## Поширення
Більшість видів поширенні в Північній і Східній Африці та на Західній Азії. Два види трапляються в Європі, сім — а Австралії, два — в Індонезії, по одному — на Філіппінах та в Океанії.

## Опис
Види Afraflacilla мають горбки та щетинки з боків панцира біля очей і на ногах, якими вони труться, створюючи звуки, що використовуються для залицяння та, можливо, захисту. Лінія маленьких горбків під очима збоку панцира зазвичай видно неозброєним оком.

## Види
Список видів Станом на квітень 2022, згідно з World Spider Catalog:
- Afraflacilla altera (Wesołowska, 2000) — Зімбабве, ПАР
- Afraflacilla antineae (Denis, 1954) — Алжир
- Afraflacilla arabica Wesołowska & van Harten, 1994 — Єгипет, Ємен, Іран, Афганістан
- Afraflacilla asorotica (Simon, 1890) — Саудівська Аравія, Ізраїль, Ємен
- Afraflacilla ballarini Cao & Li, 2016 — Китай
- Afraflacilla bamakoi Berland & Millot, 1941 — Малі
- Afraflacilla banni Prajapati, Tatu & Kamboj, 2021 — Індія
- Afraflacilla berlandi Denis, 1955 — Лівія
- Afraflacilla bipunctata (G. W. Peckham & E. G. Peckham, 1903) — ПАР
- Afraflacilla braunsi (G. W. Peckham & E. G. Peckham, 1903) — ПАР, Саудівська Аравія, Ємен, ОАЕ, Туркменістан
- Afraflacilla datuntata (Logunov & Zamanpoore, 2005) — Афганістан
- Afraflacilla elegans (Wesołowska & Cumming, 2008) — Зімбабве, ПАР
- Afraflacilla epiblemoides (Chyzer, 1891) — Центральна, Східна Європа, Туреччина, Вірменія
- Afraflacilla eximia (Wesołowska & Russell-Smith, 2000) — Танзанія
- Afraflacilla fayda (Wesołowska & van Harten, 2010) — ОАЕ
- Afraflacilla flavipes (Caporiacco, 1935) — Туркменістан, Пакистан
- Afraflacilla grayorum Żabka, 1993 — Західна Австралія, Квінсленд
- Afraflacilla gunbar Żabka & Gray, 2002 — Новий Південний Уельс
- Afraflacilla histrionica (Simon, 1902) — ПАР
- Afraflacilla huntorum Żabka, 1993 — Західна Австралія, Вікторія
- Afraflacilla imitator (Wesołowska & Haddad, 2013) — ПАР
- Afraflacilla javanica (Prószyński & Deeleman-Reinhold, 2012) — Ява
- Afraflacilla karinae (Haddad & Wesołowska, 2011) — ПАР
- Afraflacilla kraussi (Marples, 1964) — Маршалові острови, острови Кука, Самоа
- Afraflacilla mikhailovi (Prószyński, 2000) — Ізраїль
- Afraflacilla mushrif (Wesołowska & van Harten, 2010) — Ізраїль
- Afraflacilla philippinensis (Prószyński, 1992) — Філіппіни
- Afraflacilla refulgens (Wesołowska & Cumming, 2008) — Зімбабве
- Afraflacilla reiskindi (Prószyński, 1992) — Борнео
- Afraflacilla risbeci Berland & Millot, 1941 — Сенегал
- Afraflacilla roberti (Wesołowska, 2011) — Кенія
- Afraflacilla scenica Denis, 1955 — Нігер
- Afraflacilla similis Berland & Millot, 1941 — Сенегал
- Afraflacilla spiniger (O. Pickard-Cambridge, 1872) — Єгипет, Судан
- Afraflacilla stridulator Żabka, 1993 — Західна Австралія
- Afraflacilla tamaricis (Simon, 1885) — Північна Африка, Ізраїль, Саудівська Аравія, Ємен
- Afraflacilla tarajalis Miñano & Tamajón, 2017 — Іспанія, Португалія, Марокко
- Afraflacilla venustula (Wesołowska & Haddad, 2009) — ПАР
- Afraflacilla vestjensi Żabka, 1993 — Північна Територія
- Afraflacilla wadis (Prószyński, 1989) — Саудівська Аравія, Ізраїль, Ємен
- Afraflacilla yeni Żabka, 1993 — Вікторія
- Afraflacilla zuluensis (Haddad & Wesołowska, 2013) — ПАР